# Havas Boldogasszony-templom (Prága)

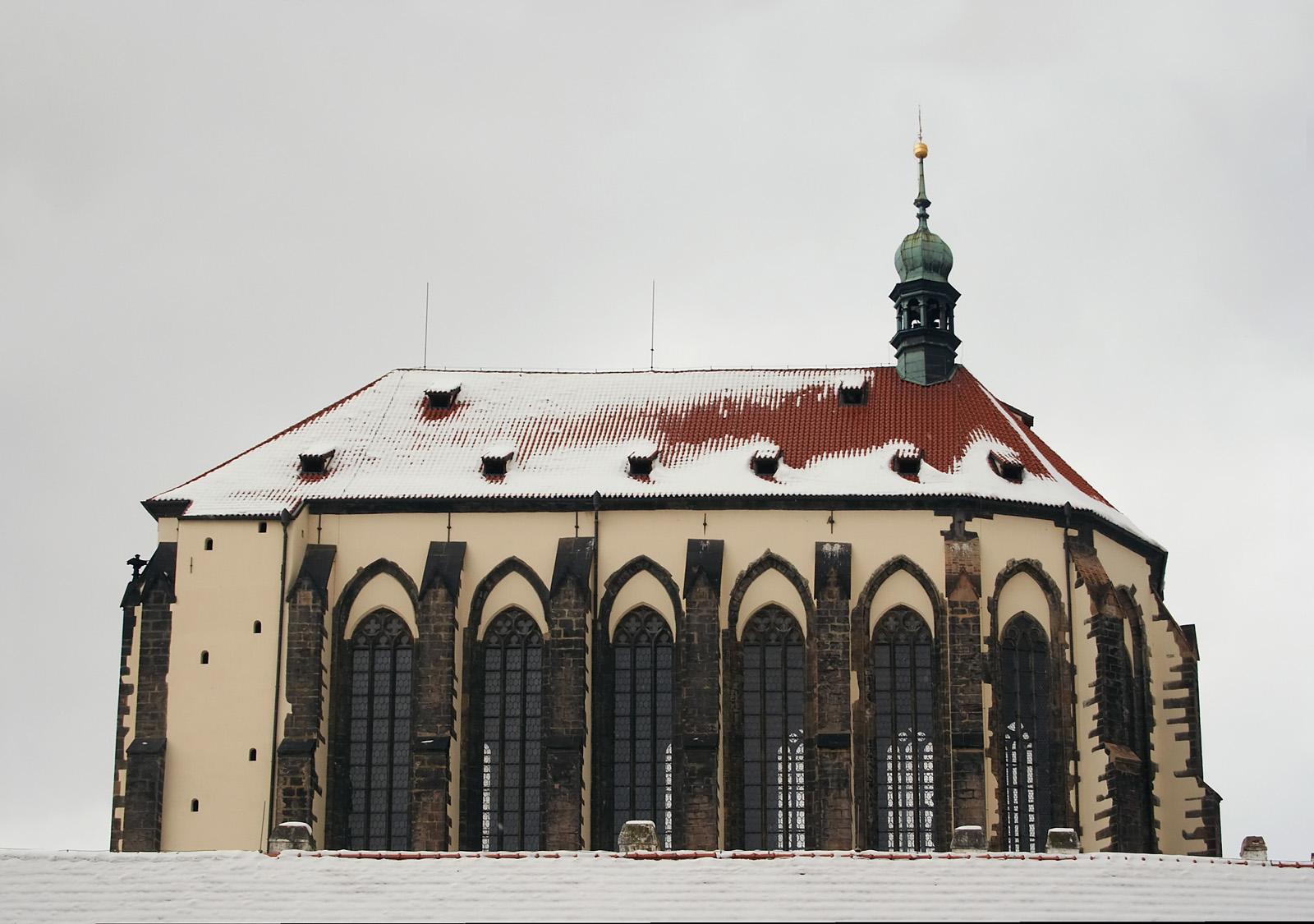
Havas Boldogasszony temploma Prágában

A prágai Havas Boldogasszony-templom (csehül: Panny Marie Sněžné) Csehország fővárosában, Prágában, a Jungmann tér közelében áll. Ennek a templomnak az egyik legmagasabb a boltozata, belmagassága (34 méter) a cseh fővárosban. Az eredeti tervek szerint a Szent Vitus-székesegyház után ez lett volna Prága legmagasabb temploma, de építése nem fejeződött be. Mai alakja a templom Végül csak az eredeti templom kórus része készült el.

## Története
A templom építését IV. Károly német-római császár és felesége, Valois Blanka korozásának tiszteletére 1347-ben a karmeliták kezdték el. Mivel a rend a kolduló rendek közé tartozik, ezért földet nem birtokolhattak, és a templom felépítéséhez sem rendelkeztek anyagi forrásokkal. IV. Károly egy nagy területet bocsátott a rendelkezésükre, melyet nagyrészt bérelhettek. Régebben Károlyt itt koronázták meg. Emellett a prágai polgárság támogatására is szükség volt ahhoz, hogy elkészülhessen a ma is látható templomrész. Financiális problémák miatt az építkezést felfüggesztették.
A huszita háborúk idején az építkezés szünetelt, az addig elkészült építmények lényegesen megrongálódtak, az itt élő szerzetesek pedig elhagyták a kolostort. A templom állapota a 16. század végére jelentősen leromlott. A 17. század elején II. Rudolf cseh király a kolostort a ferenceseknek adományozta.
1611-ben, amikor a passaui fegyveres erők betörtek a városba, a prágai tömeg megtámadta, és kifosztotta a kolostort, valamint tizennégy szerzetest megölt. Őket nevezik a 15 prágai mártírnak. Több mint 400 év elteltével, 2012-ben avatták őket boldoggá.
A 17. század második felében többször is átépítették. Először reneszánsz, majd barokk stílusjegyeket kapott.
Ma a gótikus templom a ferences rendiek egyik prágai gyülekező helye. A templom északi részébe a Jungmann tér keleti felén nyíló, egykor a hátul állt temetőbe nyíló ajtón lehet bejutni.

## Az épület
Az 1980-as években végzett régészeti ásatások eredményei, valamint korabeli dokumentumok alapján a templomot eredetileg 110 méter hosszúra tervezték, Eszerint a mai teljes Jungmann teret elfoglalta volna, és a tér túloldalán álló Adria-palotáig tartott volna. A tervekből végül is csak a kórus, két kis mellékhajó és a nyugati mellékhajó északi oldalán álló nagy harangtorony valósult meg.
A toronynak a 15. század elején álltak neki. Később, a huszita háborúk idején nagymértékben megrongálódott, és kilőttek belőle egy nagy harangot. A torony 1683-ban végleg összedőlt, ma már csak a templomban megmaradt részletei emlékeztetnek rá. Az északi mellékoltár nyugati sarkában áll egy vékony torony és az abban felvezető csigalépcső egy méter magas maradványa.
Az északi mellékhajó részben megmaradt. A tető és a boltív már régen összedőlt, de egyes darabjai és az ablakok a mai napig is láthatóak. A kórust és a mellékhajókat más más logika szerint építették. A legnagyobb különbség az ablakok elrendezésében és a támfalak ritmikusságában van. A kórusban a pillérek majdnem csontvázszerűek, és az ablakok az egyik tartóoszloptól majdnem a másikig tartanak, így ez a terület nagyon világos része a templomnak. Ezzel ellentétben a mellékhajók ablakai ezeknél kisebbek, és nem oszloptól oszlopig érnek. A kórus oszlopai és a mellékhajó tartószerkezete sincs egymással kapcsolatban, mivel 1379-ben az építkezés két fázisa között megváltoztatták a terveket. Az építők úgy döntöttek, a kórust magasabbra építik, és így az oszloprendszert is át kellett tervezni.
A mellékoltár főbejárata fölötti timpanon a Szentháromság ot (Atya, Fiú és a Szentlélek) ábrázolja. A mű az Isteni Akarat Trónusa néven vált ismertté. Eredetileg a timpanont a végül soha meg nem épült bélletes kapuzat fölé szánták.

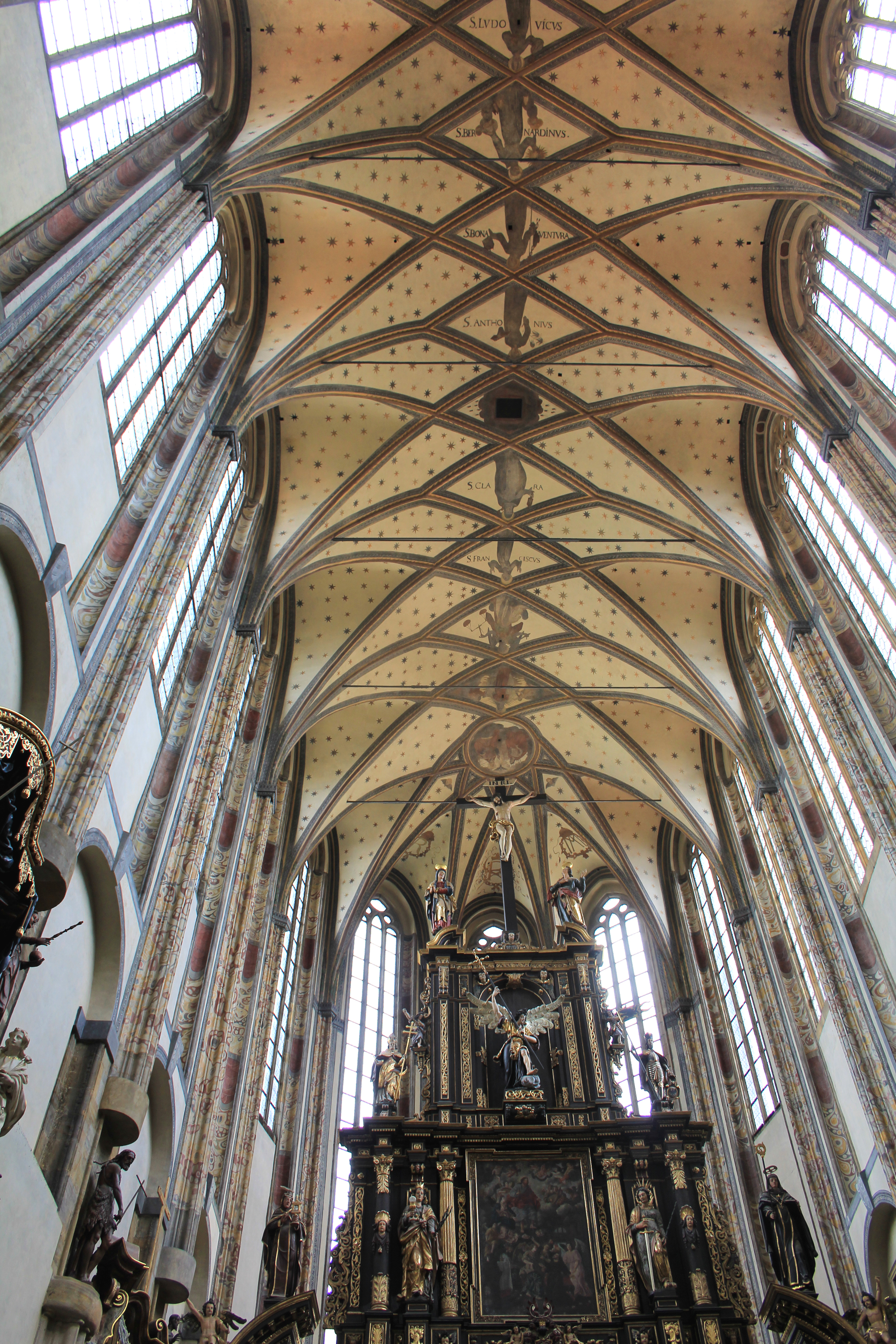
Boltív

Ugyanígy a kórus boltozata sem az eredeti már. A mainál magasabb gót boltívek a 16. század végére megsemmisültek. Az új boltíveket a következő évszázadban a ferencesek építtették. A reneszánsz idején új boltozatot építettek, ennek hatását kívülről ma is meg lehet nézni.
A reneszánsz idején új főbejáratot is építettek. Fölötte áll a Havas Boldogasszony mozaikképe, amit két gótikus ablak fog közre. A mozaik fölött rózsaablak engedi be a fényt a templomba.
A barokk korszakban nagy mértékben megváltozott a templom belsőépítészete. A legszembetűnőbb változtatás a 28 méter magas barokk oltár elkészítése volt. Tetején Szűz Mária és János evangélista 1649–1651 között készült szobra áll. Az oltár alsó részét Antonín Stevens festményei díszítik.